# Saudagar
Saudagar (in hindi: सौदागर, in italiano: mercante) è un film indiano del 1991 diretto da Subhash Ghai ed interpretato da Dilip Kumar e Raaj Kumar. Si tratta del secondo film in cui i due attori recitano insieme dopo il film Paigham del 1959. Il film segna l'esordio di Vivek Mushran e Manisha Koirala, quest'ultima in seguito divenuta un'attrice di Bollywood molto popolare.
Il film ha ottenuto un buon riscontro di pubblico in India. ed ha fatto guadagnare al regista Subhash Ghai l'unico Filmfare Award per il miglior regista della sua carriera.

## Trama
Il film inizia con Mandhari, un vecchio paralitico, raccontare una storia di due amici per alcuni ragazzi. Nella storia, Rajeshwar Singh, il figlio di un padrone di casa, e Veer Singh, un povero ragazzo, diventano amici. Sono bambini cattivi, chiamando rispettivamente, l'altro come Raju e Veeru. Come il duo cresce, Raju decide di ottenere il suo sorelle matrimonio combinato con Veeru. Né la sorella, né Veeru hanno obiezioni al matrimonio.
Tuttavia, come la fortuna ha voluto che, un matrimonio ragazze viene interrotta a causa di lei in leggi esigenti dote. Veeru interviene per salvare la faccia della ragazza e dei suoi genitori per sposarla. Mentre Raju è sconvolta da questo sviluppo, la sorella, che aveva una cotta segreta per Veeru, si suicida. Un devastato e sconvolto Raju ora dichiara che Veeru è il solo responsabile per qualunque successo e che quest'ultimo è ora il suo nemico mortale.